# Blacksmith Records
Koordinaten: 51° 45′ 14,7″ N, 14° 19′ 18,3″ O
Blacksmith Records war ein deutsches Independentlabel mit Sitz in Cottbus. Es wurde 2010 von Christoph Körner und Timo Schwämmlein gegründet. Die vom Label vertretenen Bands gehören überwiegend dem extremen Metal-Genre an.

## Unternehmensgeschichte

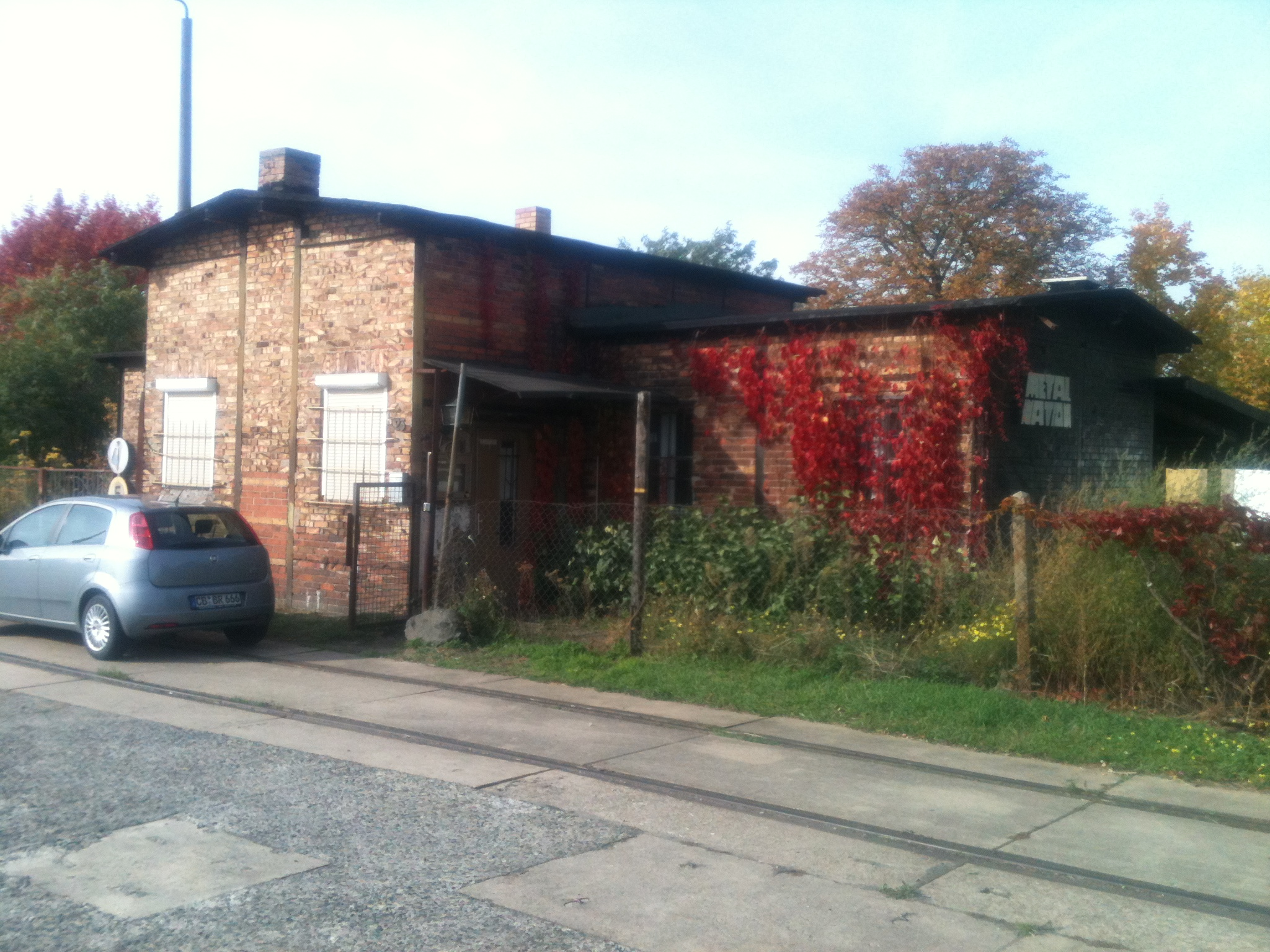
Die Alte Schmiede in Cottbus - Labelsitz und Veranstaltungsort

Christoph Körner und Timo Schwämmlein lernten sich während ihres Studiums zum Toningenieur an der SAE Berlin kennen. Nach einigen Produktionen im Rahmen ihres Studiums entschlossen sie sich, ihren Produkten einen geeigneten offiziellen Rahmen zu verleihen und ihren Künstlern eine Plattform zur Verbreitung ihrer Musik zu bieten, wozu sie 2010 das Label gründeten. Der Ort der Release-Party der ersten Veröffentlichung (Arroganz – dark and deathless), eine alte Schmiede auf dem Cottbusser Bahnhofsgelände, verlieh dem Label seinen Namen. Es folgten Produktionen aus den Bereichen Black-, Death- und Thrash Metal, welche allesamt im labeleigenen Studio aufgenommen und produziert wurden. 2011 wurde ein Internetversand und ein europaweiter Vertrieb über New Music Distribution (NMD) angeschlossen.
2013 wurde die österreichische Grindcore-Band Discure verpflichtet. Es folgten die Bands Miseo, Vermin und Brewed and Canned, wodurch sich die Genre-Ausrichtung zunehmend in Richtung Death Metal verschob. 2014 verließ Arroganz das Label und wechselte zum ebenfalls aus Brandenburg stammenden Label FDA Records.
Am 25. April 2015 gaben Blacksmith Records bekannt, den Betrieb einzustellen.

## Künstler

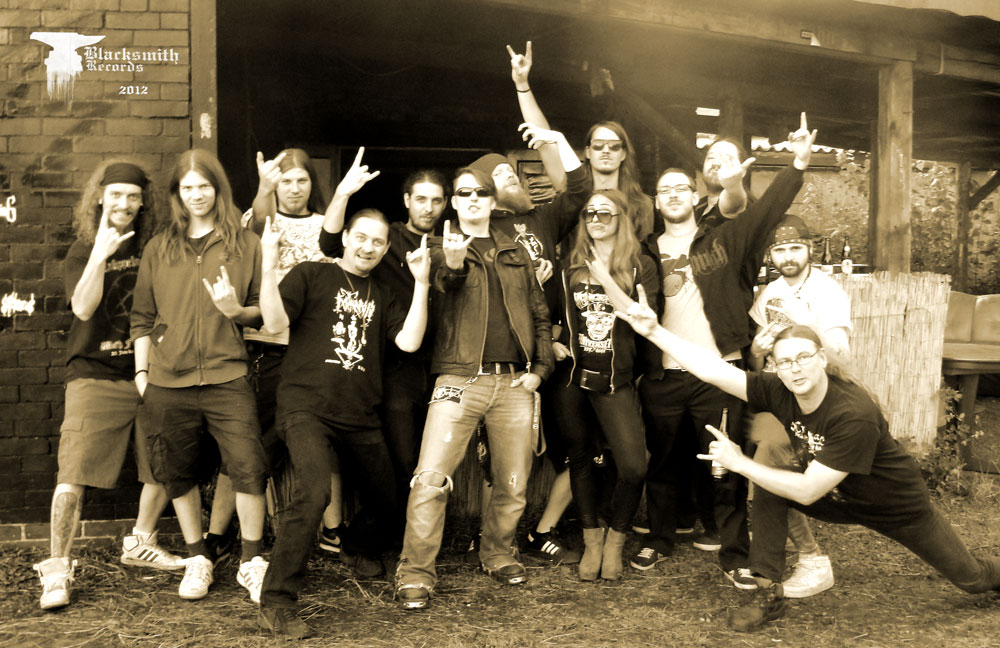
Die vier Mitarbeiter des Labels zusammen mit den Bands Arroganz, Ritual Killing, Schleiße Stankend Gliud und Sintech

- Antimensch
- Brewed and Canned
- Discure
- Miseo
- Ritual Killing
- Sintech
- Vermin

## Ehemalige Künstler
- Arroganz